# Almena (Wisconsin)
Almena és una població dels Estats Units a l'estat de Wisconsin. Segons el cens del 2000 tenia 720 habitants.

## Demografia
Segons el cens del 2000, Almena tenia 720 habitants, 295 habitatges, i 182 famílies. La densitat de població era de 278 habitants per km².
Dels 295 habitatges en un 33,9% hi vivien nens de menys de 18 anys, en un 41,7% hi vivien parelles casades, en un 13,2% dones solteres, i en un 38,3% no eren unitats familiars. En el 29,5% dels habitatges hi vivien persones soles el 13,9% de les quals corresponia a persones de 65 anys o més que vivien soles. El nombre mitjà de persones vivint en cada habitatge era de 2,44 i el nombre mitjà de persones que vivien en cada família era de 2,99.
Per edats la població es repartia de la següent manera: un 29,9% tenia menys de 18 anys, un 8,6% entre 18 i 24, un 31,8% entre 25 i 44, un 15,8% de 45 a 60 i un 13,9% 65 anys o més.
L'edat mediana era de 32 anys. Per cada 100 dones de 18 o més anys hi havia 93,5 homes.
La renda mediana per habitatge era de 27.917 $ i la renda mediana per família de 34.028 $. Els homes tenien una renda mediana de 25.833 $ mentre que les dones 20.278 $. La renda per capita de la població era de 13.928 $. Aproximadament el 10,8% de les famílies i el 14,9% de la població estaven per davall del llindar de pobresa.

## Poblacions més properes
El següent diagrama mostra les poblacions més properes.